# Kevin Zegers
Kevin Joseph Zegers (ur. 19 września 1984 w Woodstock) – kanadyjski aktor telewizyjny i filmowy, model pochodzenia holenderskiego.

## Życiorys

### Wczesne lata
Urodził się w Woodstock, w prowincji Ontario jako jedyny syn i jedno z trojga dzieci Mary Ellen i Jima Zegersa. Ma dwie siostry – starszą Kristę i młodszą Katie. Mając sześć lat, wziął udział w reklamach płatków śniadaniowych.
Uczęszczał do szkoły średniej Breck School w Golden Valley w stanie Minnesota i na Uniwersytet Południowej Kalifornii w Los Angeles.

### Kariera
Występował w ponad trzydziestu reklamach, dorabiał jako model w Londynie.
Swoją karierę aktorską zapoczątkował występem w jednym z odcinków serialu kanadyjskiego Street Legal (1992), a rok później zadebiutował na kinowym ekranie w komedii Mikey i ja (Life with Mikey, 1993) u boku Michaela J. Foxa, Nathana Lane, Cyndi Lauper, Davida Krumholtza i Victora Garbera.
Zajął się również dubbingiem użyczając swojego głosu Einsteinowi, jednemu z bohaterów serialu animowanego Canal+/Warner Bros. Uwolnić orkę (Free Willy, 1994).
Pojawił się potem w teledramacie Więzy krwi/Mój syn (Thicker Than Blood: The Larry McLinden Story, 1994) z Peterem Straussem, dreszczowcu Johna Carpentera W paszczy szaleństwa (In the Mouth of Madness, 1995) u boku Sama Neilla, Jürgena Prochnowa i Charltona Hestona, serialu Droga do Avonlea (Road to Avonlea, 1995), teledramacie Milcząca zdrada (The Silence of Adultery, 1995) z Kate Jackson i Coreyem Sevierem i serialu FOX Z Archiwum X (The X Files, 1995).
Za postać koszykarza Josha Framma w sportowym komediodramacie familijnym Bejsbolista Buddy (Air Bud: Seventh Inning Fetch, 1997) odebrał w Los Angeles nagrodę dla Młodego Artysty.
Wystąpił w serialach: Życie do poprawki (Twice in a Lifetime, 1999), Disney Channel To niesamowite (So Weird, 1999), NBC Wybrańcy fortuny (Titans, 2000–2001) z Casperem Van Dienem, Yasmine Bleeth, Johnem Barrowmanem i Perry Kingiem, Tajemnice Smallville (Smallville, 2003) i NBC Dr House (House, M.D., 2004). Zagrał również w reklamie „Kinder Bueno” 2011.
W 2006 na Festiwalu Filmowym w Cannes otrzymał Trofeum Chopard jako Męska Rewelacja.
W 2010 wraz z Miley Cyrus zagrał główną rolę w teledysku „The Big Bang” zespołu Rock Mafia.

## Życie prywatne
Spotykał się z Brittany Paige Bouck i Marisą Coughlan. 3 sierpnia 2013 ożenił się z agentką Żydówką Jaime Feldem. Para wzięła ślub w czasie żydowskiej ceremonii. Mają bliźniaczki: Zoë Madison i Blake Everleigh (ur. 2015).

## Filmografia
- 2013: Kolonia jako Sam
- 2013: Dary anioła: Miasto kości jako Alec Lightwood
- 2011: The Entitled jako Paul Dynan
- 2008: 50 ocalonych (50 Dead Men Walking) jako Sean
- 2007: Gardens of the Night jako Frank
- 2007: Klub Jane Austen (The Jane Austen Book Club)
- 2007: The Stone Angel jako John
- 2007: Walk Two Moons jako Lunatyk
- 2006: Męsko-damska rzecz (It’s a Boy Girl Thing) jako Woody
- 2006: Zoom: Akademia superbohaterów (Zoom) jako Connor Shepard/Concussion
- 2005: Transamerica jako Toby
- 2005: Felicity: An American Girl Adventure jako Ben Davidson
- 2004: The Hollow jako Ian Cranston
- 2004: Świt żywych trupów (Dawn of the Dead) jako Terry
- 2004: Some Things That Stay jako Rusty Murphy
- 2003: Droga bez powrotu (Wrong Turn) jako Evan
- 2003: The Incredible Mrs. Ritchie jako Charlie
- 2002: Bejsbolista Buddy (Air Bud: Seventh Inning Fetch) jako Josh Framm
- 2002: Strach przed ciemnością (Fear of the Dark) jako Dale Billings
- 2002: Virginia (Virginia’s Run) jako Darrow Raines
- 2001: Seks, kłamstwa i obsesje (Sex, Lies & Obsession) jako Josh Thomas
- 2000: Buddy, pies na gole (Air Bud: World Pup) jako Josh Framm
- 2000: Kosmaty zawodnik (MVP: Most Valuable Primate) jako Steven Westover
- 2000: Gorzka melodia (Time Share) jako Thomas
- 2000: Wybrańcy fortuny (Titans) jako Ethan Benchley
- 2000: The Acting Class jako Lou Carpman
- 1999: Cztery dni (Four Days) jako Simon
- 1999: Goście z nieba (It Came from the Sky) jako Andy Bridges
- 1999: Komodo jako Patrick Connally
- 1999: Wyspa skarbów (Treasure Island) jako Jim Hawkins
- 1998: Nico jednorożec (Nico the Unicorn) jako Billy Hastings
- 1998: Bud, pies na medal (Air Bud: Golden Receiver) jako Josh Framm
- 1998: Cień bestii (Shadow Builder) jako Chris Hatcher
- 1997: Różane wzgórze (Rose Hill) jako Cole Clayborne w wieku 13. lat
- 1997: Ocaleni (Call to Remember, A) jako Ben Tobias
- 1997: Koszykarz Buddy (Air Bud) jako Josh Framm
- 1996–2000: Traders jako Sean Blake
- 1996: Morderstwo na szlaku Iditarod (Cold Heart of a Killer, The) jako Matthew Arnold
- 1996: Okaz (Specimen) jako Bart
- 1995: The Silence of Adultery jako Steven Harvett
- 1995: W paszczy szaleństwa (In the Mouth of Madness) jako dziecko
- 1994: Mój syn (Thicker Than Blood: The Larry McLinden Story) jako Larry w 1954 r.
- 1994: Uwolnić orkę (Free Willy) jako Einstein
- 1993: Mikey i ja (Life with Mikey) jako mały Mikey

### Gościnnie
- 2004: Dr House jako Brandon Merrell
- 2001: Tajemnice Smallville (Smallville) jako Seth Nelson
- 1999–2001: Życie do poprawki (Twice in a Lifetime)
- 1999–2001: To niesamowite (So Weird) jako Ryan Ollman
- 1995–1998: Gęsia skórka (Goosebumps) jako Noah Thompson
- 1993–2002: Z Archiwum X (The X Files) jako Kevin Kryder
- 1989–1996: Droga do Avonlea (Road to Avonlea) jako Gordon Bradley
- 2010–2011: Plotkara (Gossip Girl) jako Damien Dalgaard